# Carlo Rossetti
Carlo Rossetti (Ferrara, 1614 - Faenza, 23 de novembro de 1681) foi um cardeal do século XVII

## Biografia
Nasceu em Ferrara em 1614. De família nobre. Filho de Alessandro Rossetti, conde de Valdalbero, e Margherita Estense Tassoni. Batizado na paróquia de S. Stefano em 26 de março de 1614. Teve como padrinho o padrini Innocenzo Massimi, bispo de Bertinoro, e como madrinha Lavinia Turchi Estense Tassoni. Um membro da família, Alfonso, bispo de Comacchio (1559-1563) e de Ferrara (1563-1677), participou do Concílio de Trento. De seus irmãos, Girolamo tornou-se juiz do Savi di Ferrara em 1655, e Alfonso era teólogo e matemático.
Estudou na Universidade de Bolonha, obtendo o grau de mestre em artes e teologia, provavelmente em 1632, e, quatro anos depois, obteve o doutorado in utroque iure, direito canônico e civil. Ele também obteve doutorado em filosofia e em teologia em Roma..
Cônego do capítulo da catedral de Ferrara. Referendário dos Tribunais da Assinatura Apostólica da Justiça e da Graça. Ministro apostólico perante a rainha da Inglaterra, 1638; os puritanos se revoltaram contra sua presença e trabalho na corte inglesa e ameaçaram sua vida; teve que se refugiar no palácio da rainha-mãe da França, que residia com sua filha, a rainha da Inglaterra; o papa ordenou que ele deixasse a Inglaterra e ele foi para Flandres sob a proteção do embaixador veneziano. Núncio extraordinário no Congresso de Münster por três anos..
Eleito arcebispo titular de Tarso, mantendo o canonato de Ferrara e com dispensa por ainda não ter atingido a idade canônica e ainda não ter recebido as ordens sagradas, 16 de setembro de 1641. Consagrado, 8 de dezembro de 1641, Köln, por Fabio Chigi, bispo de Nardò. Transferido para a sede de Faenza em 4 de maio de 1643. Ele manteve a denominação de arcebispo titular de Tarso até sua promoção ao cardinalato..
Criado cardeal diácono no consistório de 13 de julho de 1643. Nomeado legado a latere ao Congresso de Münster e Osnabrück; a nomeação nunca entrou em vigor. Participou do conclave de 1644, que elegeu o Papa Inocêncio X. Recebeu o barrete vermelho e a diaconia de S. Cesareo, em 28 de novembro de 1644. Optou pelo título de S. Maria in Via, em 18 de agosto de 1653. Camerlengo do Sagrado Colégio dos Cardeais, 12 de janeiro de 1654 até 10 de janeiro de 1656. Optou pelo título de S. Silvestro in Capite, 9 de março de 1654. Participou do conclave de 1655, que elegeu o Papa Alexandre VII. Participou do conclave de 1667 , que elegeu o Papa Clemente IX. Participou do conclave de 1669-1670, que elegeu o Papa Clemente X. Optou pelo título de S. Lorenzo em Lucina, 14 de novembro de 1672. Cardeal protoprete . Participou do conclave de 1676, que elegeu o Papa Inocêncio XI. Optou pela ordem dos cardeais bispos e pela sé suburbicária de Frascati, mantendo a administração da diocese de Faenza, a 19 de outubro de 1676. Optou pela sé suburbicária de Porto e Santa Rufina, a 8 de janeiro de 1680. Vice-decano do Sagrado Colégio dos Cardeais..
Morreu em Faenza em 23 de novembro de 1681. Enterrado na catedral de Faenza. A notícia de sua morte chegou a Roma em 28 de novembro de 1681..